# 张军祥
张军祥（1957年—），湖南湘阴人，中国人民解放军少将。

## 生平
19岁时（1975年12月）高中毕业后即参军，曾在河北唐山服役。1978年国家恢复高考后，张军祥考上了西安二炮工程学院本科班，获得工学学士学位；后毕业于华中科技大学马克思主义哲学专业，研究生学历。2007年，接替升任二炮副参谋长的魏士河，任二炮某基地司令员，与时任政委张东水“搭班子”。2009年，升任第二炮兵指挥学院院长，跻身正军级。2012年，接替张启华任中国人民解放军第二炮兵装备部部长。2014年12月，升任中国人民解放军第二炮兵部队参谋长。2015年12月31日，进入新成立的中国人民解放军火箭军首任领导班子，出任参谋长。2016年7月，不再担任中国人民解放军火箭军参谋长。
2013年，当选第十二届全国人民代表大会解放军代表。